# Ксанти
Ксанти (грч.: Ξάνθη — Xanthi, тур. İskeçe, буг. Скеча) је главни град округа Ксанти, у средишњем делу периферије Источна Македонија и Тракија. Најближи велики грчки град је Солун на 219 km.

## Географија
Ксанти се налази у средишем делу грчке Тракије, на месту где приморска равница прелази у брдско подручје на северу. Северно од града пружају се планине Коула, дела планинског ланца Родопи. Јужно од града пружа се равница до не тако удаљеног Егејског мора (око 20 km). Клима у граду је измењено средоземна, са топлим летима и хладним зимама.

## Историја
У околини града Ксанти откривени остаци праисторијских људи, вероватно Трачана. Током старогрчког времена 25 km јужно од града образовано је старогрчко насеље Абдера, место рођења многих великана међу којима Демокрит (отац атомских наука) софиста Протагора, песник Никенетос, филозоф Анахсархос и историчар Хекатеос. На месту древног града пронађени су остаци зидова велике зграде која се састојала од неких 26 соба.
Током римског времена ово насеље је знатно напредовало, пре свега захваљујући добром положају на путу Via Egnatia. На крају овог раздобља је дошло до провале варвара на подручје Ксантија, па је млада византијска држава од града направила знатно утврђење, које је и данас сачувано изнад савременог града.
1383. године подручје Ксантија су заузеле Османлије. Удео хришћана је брзо опадао у следећим вековима, па су муслимани постајали све већа месна скупина. Током 18. и 19. века десио се развој пољопривреде, углавном узгајања дувана, а у вези са тим и становништва, највише муслиманског.
Током 20. века у подручју Ксантија десиле су се знатне промене. 1912. Првим балканским ратом дотад турско подручје је постало део савремене Бугарске, али је после Првог светског рата град враћен Грчкој. После тога, услед Грчко-турског рата 1922-23. године, дошло је до мањег исељавања Турака и осталих муслимана и досељавања Грка из Мале Азије. У раздобљу после Другог светског рата дошло је до осавремењава града, што је довело до његовог раста.

## Градске знаменитости
Ксанти је познат по добро очуваној балканској архитектури у оквиру старог градског језгра. Добро је очувана и византијска тврђава изнад града. Град је познат и по очуваном старом базару, који се одржава сваке суботе. Захваљући њему Ксанти зову и „градом хиљаду боја“.

## Становништво
| 2011.  |
| ------ |
| 65.133 |

Становништво углавном чине Грци и муслиманска мањина у Грчкој, која је опстала у Тракији. Многи Грци воде порекло од избеглица из Мале Азије.

## Партнерски градови
- Гифхорн
- Нови Београд
- Смољан
- Biga
- Бурса